# Mount Alexander Shire
Koordinaten: 37° 4′ S, 144° 13′ O

Mount Alexander Shire ist ein lokales Verwaltungsgebiet (LGA) im australischen Bundesstaat Victoria. Das Gebiet ist 1529,6 km² groß und hat etwa 18.800 Einwohner.
Mount Alexander liegt im Zentrum Victorias etwa 120 km nordwestlich der Hauptstadt Melbourne und schließt folgende Ortschaften ein: Nuggetty, Baringhup, Maldon, Walmer, Ravenswood South, Harcourt, Sutton Grange, Welshmans Reef, Newstead, Sandon, Yapeen, Guildford, Castlemaine, Chewton, Elphinstone, Metcalfe, Fryerstown und Taradale. Der Sitz des City Councils befindet sich in der etwa 9000 Einwohner zählenden Stadt Castlemaine im Zentrum der LGA.
Das Gebiet um den Berg Mount Alexander ist vor allem als Goldgräberregion des 19. Jahrhunderts bekannt. Die Goldgräbervergangenheit und die zahlreichen historischen Gebäude und Minen machen das Shire mit der Hauptstadt Castlemaine zum Touristenziel. Der Ort Malden wurde im Stil des 19. Jahrhunderts erhalten und trägt das Prädikat First notable town als herausragendes historisches Erbe Victorias und bietet neben zwei Kilometern historischer Straßenzüge und Goldminentouren auch eine alte Dampfeisenbahn.
Die Region ist auch Anziehungspunkt für australische Künstler: Etwa 400 aktive Künstler und Kunsthandwerker aller Art haben sich dort niedergelassen, neben Schauspielern, Malern und Bildhauern z. B. auch Instrumentenbauer und Glasbläser.
Außerdem hat sich das Shire seit den 1960er Jahren zu einem Zentrum des Fahrzeugtunings vor allem für historische Automobile entwickelt. Mehrere bekannte Werkstätten haben dort ihren Sitz und Castlemaine nennt sich auch das „Street Rod Centre of Australia“.
Größter industrieller Arbeitgeber des Shires ist mit KR Castlemaine einer der größten Fleisch- und Wurstwarenproduzenten Australiens.

## Verwaltung
Der Mount Alexander Shire Council hat sieben Mitglieder, die von den Bewohnern der fünf Wards gewählt werden. Von diesen fünf Bezirken stellen Calder, Coliban, Loddon und Tarrengower je einen, Castlemaine Ward drei Councillor. Aus dem Kreis der Councillor rekrutiert sich auch der Mayor (Bürgermeister) des Councils.